# Multi Ammunition Softkill System

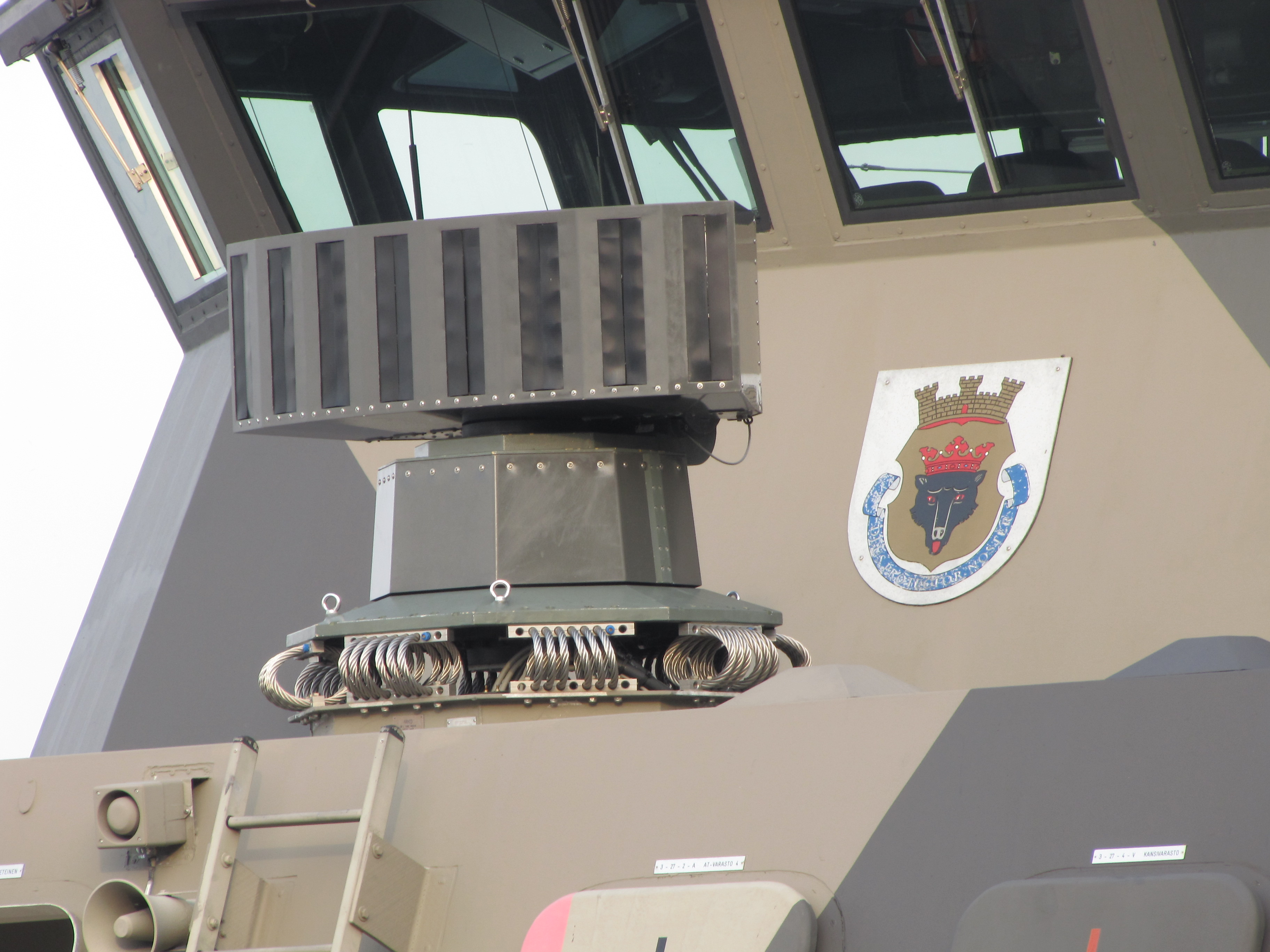
Lanceur de leurres MASS d’un bateau lance-missiles de classe Hamina

Le Multi Ammunition Softkill System (MASS) est un système d’autodéfense navale produit par Rheinmetall en Allemagne. Il est connecté aux capteurs du navire et protège le navire contre les attaques de missiles guidés par des capteurs, en lançant des leurres qui fonctionnent dans toutes les longueurs d'onde pertinentes du spectre électromagnétique : ultraviolet, électro-optique, laser, infrarouge et radar. Le MASS peut soit être branché sur le module de commande et de contrôle d’un navire de guerre, soit fonctionner de manière autonome.
Rheinmetall Defence a déclaré au 31 mars 2009 que « le MASS a reçu des commandes de 9 pays, pour 130 lanceurs, sur 15 classes différentes de navires de guerre ». Au 3 mars 2011, ce nombre a été étendu à une commande totale d’au moins 172 unités. Environ un an plus tard, le 17 avril 2012, le total était de 186 lanceurs pour 22 classes différentes de navires dans 11 pays différents.
Le 29 Avril 2021, Rheinmetall a annoncé dans un communiqué de presse qu’il célébrait un anniversaire spécial, avec la livraison du 300e système MASS. Autre particularité : le client anniversaire, la marine finlandaise, a également été le premier client du système. Lancé sur le marché en 2002, le MASS est aujourd’hui en service auprès de 14 pays utilisateurs

## Opérateurs
- Allemagne : frégates de classe Brandenburg, corvettes de classe Braunschweig, chasseurs de mines de classe Frankenthal, chasseurs de mines de classe Kulmbach et futures frégates de classe Baden-Württemberg
- Canada : frégates de classe Halifax[3]
- Pakistan : destroyers de classe Tariq
- Finlande : bateaux lance-missiles de classe Hamina, mouilleurs de mines de classe Hämeenmaa, bateaux lance-missiles de classe Rauma, corvettes de classe Pohjanmaa
- Nouvelle-Zélande : frégates de classe Anzac, dans le cadre du programme de modernisation de l’ANZAC[4]
- Norvège : corvettes de classe Skjold
- Oman : corvettes de classe Khareef
- Suède : corvettes de classe Göteborg, corvettes de classe Stockholm et corvettes de classe Visby
- Émirats arabes unis : corvettes de classe Baynunah, corvettes de classe Abu Dhabi, patrouilleurs de classe Falaj 2
- Pérou : frégate de classe Lupo[5]
- Corée du Sud : navires de débarquement de classe LST-II[6]